# Mélanie Vogel
Mélanie Vogel (født 22. maj 1985) er en fransk akademiker og politiker for det grønne parti Europe Écologie Les Verts (EELV), som har været medlem af det franske senat siden 2021 for valgkredsen franske statsborgere, der bor i udlandet.
Vogel var leder af EÉLV's valgkamp ved valget til Europa-Parlamentet i 2014 og arbejdede senere som rådgiver for gruppen Gruppen af De Grønne/Europæiske Frie Alliance i Europa-Parlamentet om forfatningsmæssige forhold.
I Senatet sidder Vogel i Udvalget om Sociale Anliggender.
Vogel har været medformand for De Europæiske Grønne sammen med Thomas Waitz siden 5. juni 2022.

## Privatliv
Vogel bor i Bruxelles og er i et forhold med Terry Reintke.